# Manuella (eina)
Una manuella és una eina relacionada amb la tècnica constructiva de la pedra en sec. Consisteix en una barra de ferro amb els dos caps acerats i amb un tall. Les mides són d'1,7 m de llargària i de 2,5 cm de diàmetre i el seu pes és, aproximadament, 6,3 kg.
Es fa servir per a foradar la pedra per a les barrinades o barrobins i també per a fer tasconeres. La maneja un sol home, la deixa caure sobre el rocam, l'aixeca, la gira lleugerament i la torna a deixar caure. Fa, així, un moviment circular amb ella fins que realitza un forat prou profund per posar-hi la tasconera (aproximadament d'un pam). Pot arribar-se a foradar uns deu pams per dia i persona.